# Stoffel Vandoorne
Stoffel Vandoorne (Kortrijk, Bèlgica, 26 de març de 1992), és un pilot belga d'automobilisme de velocitat. Va obtenir el subcampionat de la Fórmula Renault 3.5 temporada 2013. L'any 2013 va ingressar al Programa de Joves Pilots de McLaren. L'any 2014 corre en la GP2 amb l'equip ART Grand Prix, i és pilot de proves de McLaren. Va debutar a la F1 al GP Bahrain 2016.

## Trajectòria

### Kàrting
Vandoorne va començar la seva carrera de kàrting l'any 1998 (als sis anys). Deu anys més tard va guanyar el Campionat KF2 belga. L'any 2009 va acabar com a subcampió en la Copa del Món CIK -FIA en la categoria KF2.

### Fórmula Renault

#### Temporada 2010
Va iniciar la seva carrera en monoplaces, en la serie de la Fórmula Renault F4 Eurocopa 1.6, proclamant-se campió en el seu primer any i acabant la temporada amb sis victòries i tres podis.

#### Temporada 2011
Va competir a l' Eurocopa Formula Renault 2.0 amb l'equip KTR. Va acabar cinquè en la general, amb un podi en el circuit de Hungaroring, i va puntuar en altres vuit carreres durant tota la temporada. També va participar en la 00Copa d'Europa del Nord de Fórmula Renault 2.0, on va acabar tercer en el campionat amb vuit podis.

#### Temporada 2012
Vandoorne va romandre a l' Eurocopa, però va deixar el seu equip KTR per unir-se a Josef Kaufmann Racing. Va guanyar el campionat, acabant la temporada amb quatre victòries i sis podis. També va participar en la Copa d'Europa del Nord, on va guanyar cinc de les set carreres que va començar i va acabar en el podi en la sisena carrera.

#### Temporada 2013
Va competir en la Fórmula Renault 3.5, substituint a Robin Frijns en l'equip Fortec Motorsport. Va acabar en la segona posició per darrere de Kevin Magnussen, amb quatre victòries i deu podis en 17 carreres.

### GP2
L'any 2014 Stoffel va fitxar per a l'equip francès ART Grand Prix. Va acumular quatre victòries i deu podis en 22 carreres, amb el qual va arribar a subcampió enfront de Jolyon Palmer. Vandoorne va continuar a la GP2 amb ART l'any 2015.

### Fórmula 1
Stoffel és pilot de reserva de l'equip McLaren des de la temporada 2014 fins a l'actualitat.
Va fer el seu debut oficial en el GP Bahrain 2016 substituint a Fernando Alonso, finalitzant en el 10è lloc i, per tant, obtenint 1 punt, ingressant així a la selecta llista de pilots que han guanyat punts en el seu debut.

## Vida privada
Stoffel Vandoorne és solter, mesura 1.76 m i viu actualment en Roeselare, Bèlgica. Parla 4 idiomes, idioma neerlandès, alemany, francès i anglès. Practica el ciclisme i el karting. El seu menjar favorit és la italiana, especialment la pizza i la pasta, el tofu és una altra dels seus menjars favorits.